# Falsetto (häst)
Falsetto, född 1876, död 1904, var ett amerikanskfött engelskt fullblod, mest känd för att ha segrat i Travers Stakes (1879). Han var även tvåa i Kentucky Derby (1879) efter Lord Murphy.

## Bakgrund
Falsetto var en brun hingst efter Enquirer och under Farfaletta (efter Australian). Han föddes upp och ägdes av J. W. Hunt Reynolds. Han tränades under tävlingskarriären av Eli Jordan.

## Karriär
I träning hos den afroamerikanska tränaren Eli Jordan, tog han som treåring 1879 fyra segrar på fem starter, och var den dominerande hästen i sin åldersgrupp i USA. Han reds ofta av den afroamerikanska jockeyn Isaac Murphy, och kom på andra plats efter Lord Murphy i 1879 års upplaga av Kentucky Derby, men segrade i Phoenix Hotel Stakes och Clark Handicap, plus att han besegrade Spendthrift i både Kenner och Travers Stakes.
Ägaren J. W. Hunt Reynolds avled i september 1880 och Falsetto skickades till Pierre Lorillard IV som tävlade med honom i England, tillsammans med flera andra amerikanska hästar bland annat Horse och Iroquois.

### Som avelshingst
Då Falsetto återvände till USA blev han verksam som avelshingst på heltid på Woodburn Stud i Woodford County, Kentucky. Falsetto blev en av endast fyra hingstar som fick tre Kentucky Derby-vinnare och en annan av hans söner, Sir Cleges, kom tvåa i 1908 års Derby.
Falsetto dog av lunginflammation i augusti 1904 vid tjugoåtta års ålder.